# 1919
1919（千九百十九、一九一九、せんきゅうひゃくじゅうきゅう）は、自然数また整数において、1918の次で1920の前の数である。

## 性質
- 1919は合成数であり、約数は 1, 19, 101, 1919 である。
  - 約数の和は2040。
- 各位の和が20になる73番目の数である。1つ前は1892、次は1928。
- 1919 = 43 + 73 + 83 + 103
  - 4つの正の数の立方数の和で表せる601番目の数である。1つ前は1918、次は1920。(オンライン整数列大辞典の数列 A003327)
- 同じ数を2つ並べてできる19番目の数である。1つ前は1818、次は2020。(オンライン整数列大辞典の数列 A020338)
  - 同じ個数の2つの数からできる26番目の数である。1つ前は1881、次は1991。(オンライン整数列大辞典の数列 A291269)
- すべての桁が奇数の260番目の数である。1つ前は1917、次は1931。(オンライン整数列大辞典の数列 A014261)

## その他 1919 に関連すること
- 西暦1919年
- 「1919」は、坂本龍一の楽曲。アルバム『1996』などに収録。